# بوگاس
بوگاس (به فرانسوی: Beaugas) یک کمون (فرانسه) در فرانسه است که در canton of Cancon واقع شده‌است. بوگاس ۲۲٫۴۸ کیلومتر مربع مساحت دارد ۱۰۰ متر بالاتر از سطح دریا واقع شده‌است.